# Burlesk

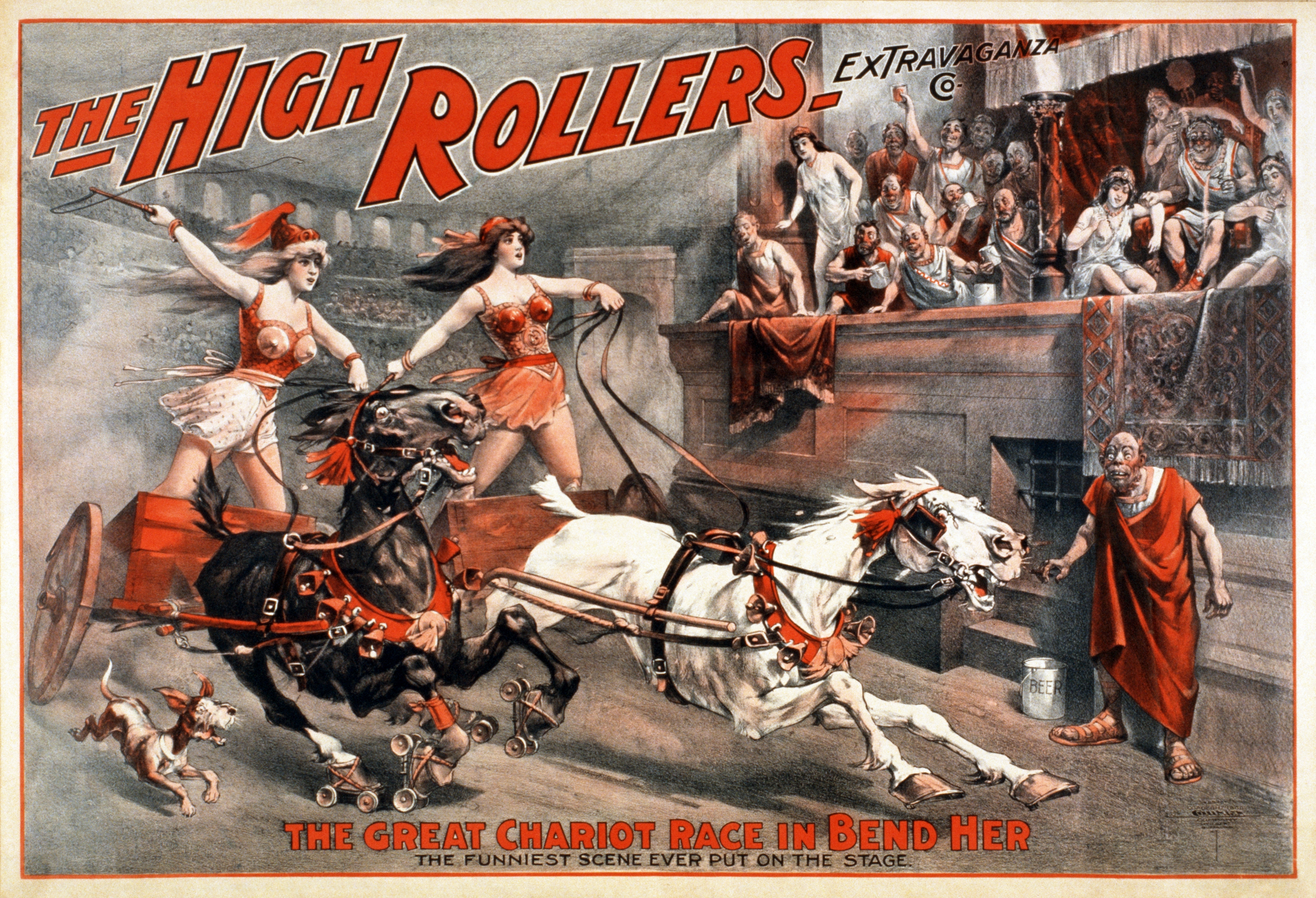
Burlesk på Ben-Hur från cirka år 1900.

Burlesk är en komedigenre (inom litteratur, teater eller film), alternativt en främst historisk form av varietéunderhållning. I båda fallen kännetecknas den av grovkornighet och humor av lågkomisk art. Komedigenren har rötter i folkligt anstruken italiensk 1600-talslitteratur. Varietéunderhållningen har amerikanskt 1800-talsursprung.

## Komedigenre
Burlesk som komedigenre (efter franska burlesque, från italienska burlesco, ursprungligen från burla, 'skämt' eller 'upptåg') är ursprungligen en genrebeteckning inom litteraturen. Den är en allmän stilart men förknippas främst med en strömning från 1600-talet, uppfattad som en reaktion mot tidens etablerade, mer pretentiösa och förkonstlade litteratur.

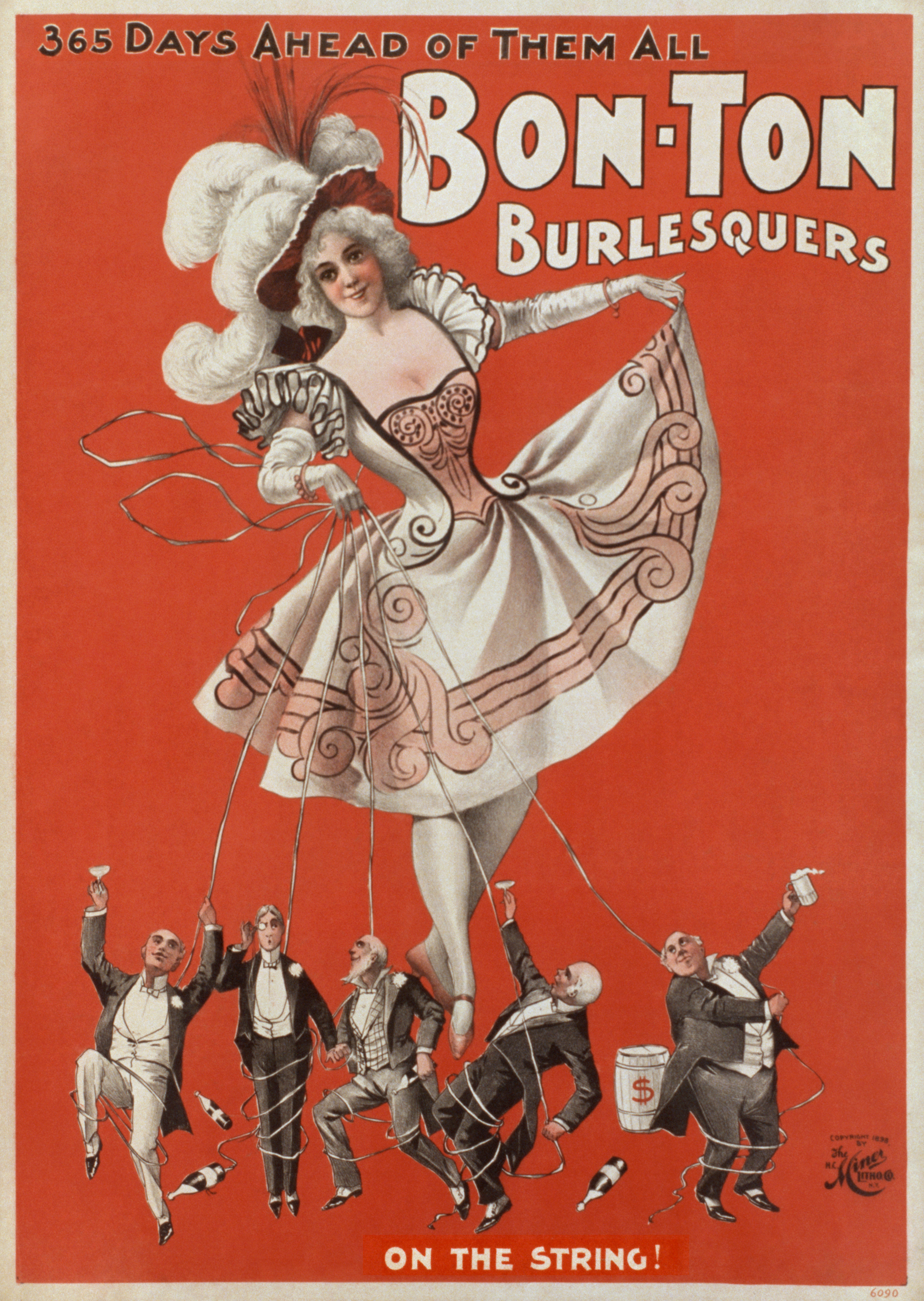
Affisch från 1898 med reklam för en uppsättning av amerikansk burlesk.

Begreppet framträdde första gången via Frenceso Bernis Opera burlesche på det tidiga 1500-talet. Bernis betydelse för begreppet innebar att burleska verser för en tid var kända som poesie bernesca. Under 1600-talet fick begreppet vidare spridning via verk som Shakespeares En midsommarnattsdröm och verk av Beaumont; här refererade begreppet burlesk till en grotesk imitation av något dignifierat eller patetiskt. I Spanien drev Cervantes med medeltida romanser i hans många satiriska skrifter. Även andra verk av Chaucer och Shakespeare – liksom grekisk-romerska klassiker – har av eftervärlden klassats som burleska/burlesker.
Stilarten eller genren syftar på verk av en "lågkomisk" karaktär, där skämtsamhet, uppsluppenhet och grovkornighet är tydliga inslag. I burlesken finns överdrifter som kariktatyrer, och där finns ofta travesti eller parodi. Humoreffekten genereras då av skillnaden mellan stilen och det presenterade ämnet.
Kända företrädare för genren är fransmannen Paul Scarron, engelsmannen Samuel Butler och svensken Israel Holmström.

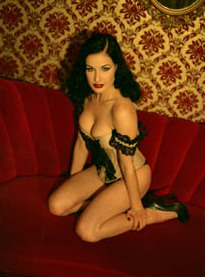
Dita von Teese, en känd burleskartist.

## Varietéunderhållning
Burlesk som varietéunderhållning (efter engelska: burlesque show) innehåller/innehöll bland annat sketcher och dansnummer, ofta satirisk och häcklande överklassen.
Burlesk lanserades i USA på 1860-talet med inspiration från ”minstrel shows” och innehöll då bland annat varieténummer, sketcher med fräcka skämt och dans med lättklädda eller nakna kvinnor. 
Efter 1900 blev striptease allt mer dominerande i burlesk. Den traditionella burlesken försvann under 1950– och 1960-talen och ersattes av rena stripteaseklubbar.
Burlesk har återuppväckts i USA och Europa under 1990-talet (Neo-Burlesque), med fokus på glamourös striptease.